# Pig Destroyer
I Pig Destroyer sono un gruppo grindcore nato a Washington, USA, nel 1997 che combina il grindcore con elementi doom metal, thrash metal e hardcore punk. I Pig Destroyer hanno gettato le basi di un nuovo modo di fare grindcore, ricevendo larghi consensi grazie al loro stile unico, dovuto anche all'assenza di un bassista sugli album in studio.

## Storia
La band nasce nel 1997 col cantante J.R. Hayes (cantante anche degli Enemy Soil), il chitarrista Scott Hull (Agoraphobic Nosebleed, Anal Cunt, Japanese Torture Comedy Hour e altri) e il batterista John Evans, poi rimpiazzato da Brian Harvey l'anno successivo.
Il gruppo, che all'inizio è molto impegnato politicamente, deve il suo nome alla protesta verso la legge e l'autorità. Credendo che "Cop Killer" e "Cop Destroyer" fossero nomi troppo banali, decisero di chiamarsi "Pig Destroyer" ("pig", cioè "maiale", nello slang statunitense  è un termine che identifica la polizia).
Il gruppo basa i suoi testi in maniera su argomenti quali l'omicidio, la pazzia, il sesso e l'orrore.
Nel luglio 2000 la Relapse Records scrittura la band e produce lo split con gli Isis, e alla fine dello stesso anno viene pubblicata anche la raccolta 38 Counts of Battery, contenente l'intera discografia della band (tra demo e split). Nel 2001 esce Prowler in the Yard, seguito nel 2004 da Terrifyer che contiene anche un DVD con una traccia di 30 minuti intitolata Natasha.

## Formazione

### Formazione attuale
- J.R. Hayes - voce (1997-presente)
- Scott Hull - chitarra (1997-presente)
- Adam Jarvis - batteria (2011-presente)
- Travis Stone - basso (2019-presente)

### Ex componenti
- Brian Harvey - batteria (1998-2011)
- John Evans - batteria (1997-1998)
- John Jarvis - basso (2013-2019)
- Blake Harrison - sampling (2006-2024)[7]

## Discografia

### Demo
- 1997 - Demo

### Album in studio
- 1999 - Explosions in Ward 6 (Reservoir)
- 2001 - Prowler in the Yard (Relapse)
- 2004 - Terrifyer (Relapse)
- 2007 - Phantom Limb (Relapse)
- 2012 - Book Burner (Relapse)
- 2018 - Head Cage (Relapse)

### Raccolte
- 2000 - 38 Counts of Battery
- 2004 - Painter of Dead Girls

### EP
- 2000 - 7" Picture Disc

### Split
- 1997 - Pig Destroyer/Orchid
- 1999 - Pig Destroyer/Gnob
- 2000 - Pig Destroyer/Isis
- 2002 - Benumb/Pig Destroyer
- 2007 - Pig Destroyer/Coldworker/Antigama